# Władysław Kozakiewicz
Władysław Kozakiewicz (Šalčininkai, República Socialista Soviética da Lituânia, 8 de dezembro de 1953) é um antigo atleta polaco nascido na Lituânia, especialista em salto com vara.

## Carreira
Nascido perto de Vilnius, na então URSS, no seio de uma família polaca, Kozakiewicz cedo começou a mostrar-se como um potencial campeão. Aos dezanove anos bateu o recorde da Polónia, com a marca de 5,32 m. A sua estreia internacional aconteceu em Roma, nos Campeonatos da Europa ao ar livre, onde obteve a medalha de prata com 5,35 m, a mesma marca do vencedor.
Bateu por três vezes o recorde mundial, a última das quais nos Jogos Olímpicos de Moscovo, em 1980, onde conquistou a medalha de ouro com um registo de 5,78m, ficando à frente do seu compatriota Tadeusz Ślusarski e do soviético Konstantin Volkov. Foi neste dia 30 de julho de 1980 que a imagem do famoso gesto de Kozakiewicz saltou para os meios de comunicação social ocidentais e que foi interpretado por muitos como um desafio e um insulto ao povo soviético. Após o salto que lhe proporcionou a vitória e, farto de ser apupado pelo público que apoiava Volkov, o saltador polaco exibiu para a assistência um gesto de cotovelo conhecido internacionalmente.
Em 1984 decidiu passar a cortina de ferro e exilar-se na Alemanha Ocidental onde ainda foi campeão nacional em 1986 e 1987.

## Ligações Externas
- Perfil na IAAF